# ギヨーム・ビゴルダン

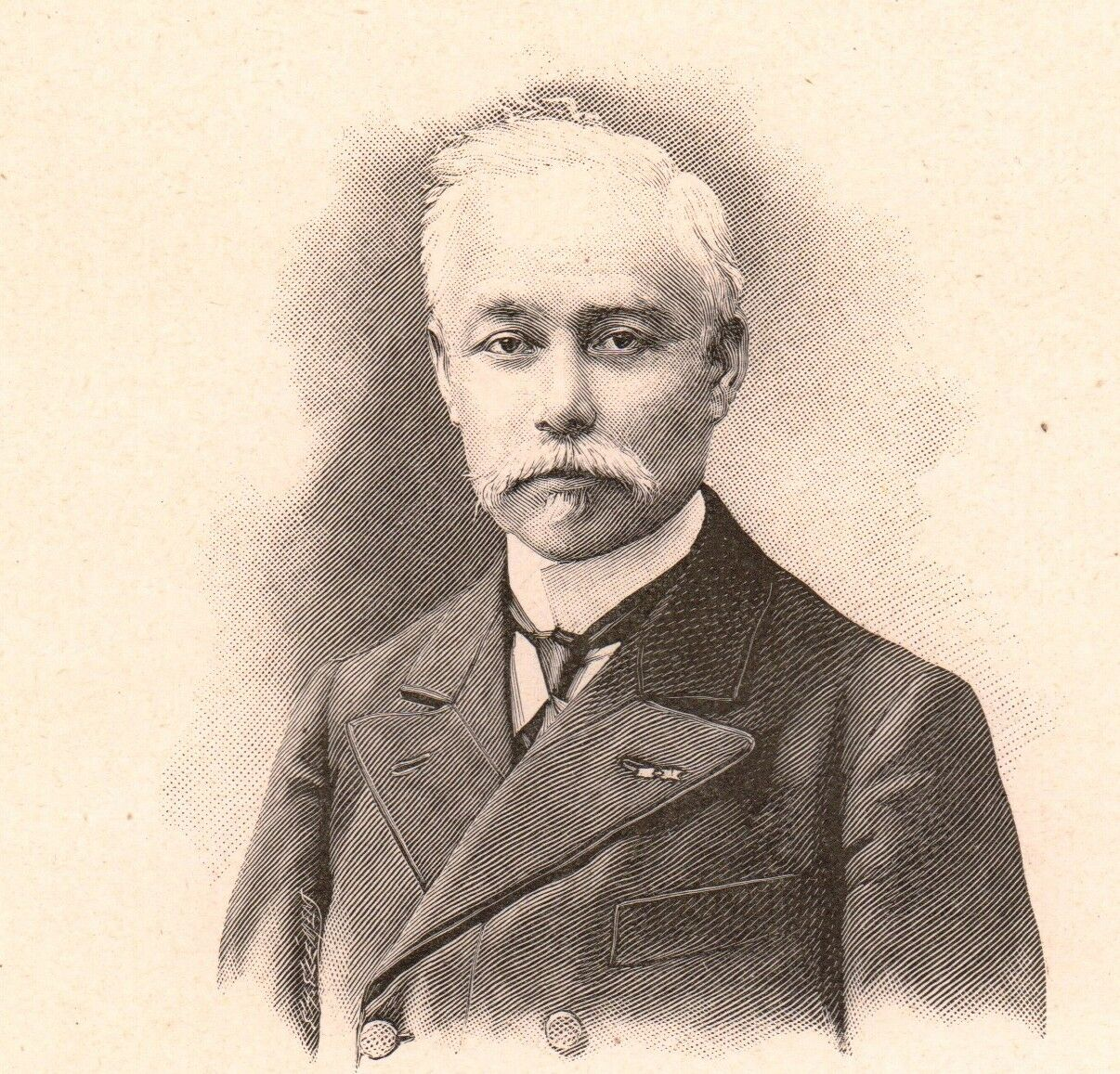
ギヨーム・ビゴルダン

カミーユ・ギヨーム・ビゴルダン（Camille Guillaume Bigourdan, 1851年4月6日 – 1932年2月28日）は、フランスの天文学者である。パリ天文台で働き、科学アカデミーの会長を務めた。星雲の観測に功績を挙げた。

## 生涯
タルヌ＝エ＝ガロンヌ県のSistelsに生まれた。1877年にトゥールーズ天文台に助手としてフェリックス・ティスランのもとで働き、1879年からパリ天文台に移った。パリ天文台員として、1882年の金星の日面通過を西インド諸島のマルティニークで観測し、翌年はサンクトペテルブルクで観測した。1985年パリ天文台長アメデ・ムーシェの娘と結婚した。翌年2800個の重星の計測による研究によって博士号を得た。1894年には小惑星アルマを発見している。
1903年から経度委員会のメンバーを務めた。フェリエ将軍 (fr:Gustave Ferrié) がエッフェル塔から無線報時を始めるとそれを受信することを方々の天文台に勧め、1920年から1928まで国際報時局（BIH; bureau international de l'heure、IERSの前身）の局長をつとめた。1924年から1926年科学アカデミーの会長を務めた。

## 栄誉
1911年に5巻の星雲のカタログを出版し、その功績により1919年王立天文学会ゴールドメダルとジュール・ジャンサン賞を受賞し、レジオンドヌール勲章を受勲した。